# 大隆寺 (宇和島市)
大隆寺（だいりゅうじ）は、愛媛県宇和島市に所在する寺院である。山号は金剛山。宗派は臨済宗妙心寺派。本尊は釈迦如来。等覚寺と並んで宇和島藩主伊達家の菩提寺である。

## 概要
宇和島市街地の南東部に位置する。慶長13年（1608年）頃、伊達家以前の宇和島藩主富田信高が亡父知信の菩提を弔うために建立した。建立当寺は金剛山正眼院（しょうげんいん）と呼ばれていた。
伊達氏入府後は等覚寺と並び伊達家の菩提寺となった。5代藩主伊達村候が自らの墓所と定めた。寺院名も村候の法号から大隆寺と改められた。宇和島藩主の菩提寺は母親や藩主の法号からその名がついているため、領民には寺院を山号で呼ばせた。
2013年3月18日に同市教育委員会が明治時代に当時の様子を俯瞰した銅版画の原画を発見、タイトルは「金剛山大隆寺之景」で戦災で消失した霊殿の山門や祈願などで行う参籠堂のほか本堂と御霊屋をつなぐ渡り廊下が「設計中」として刻んで残っている。

## 伊達家墓所
墓所に葬られている藩主および主な一族、家臣は以下の通り。

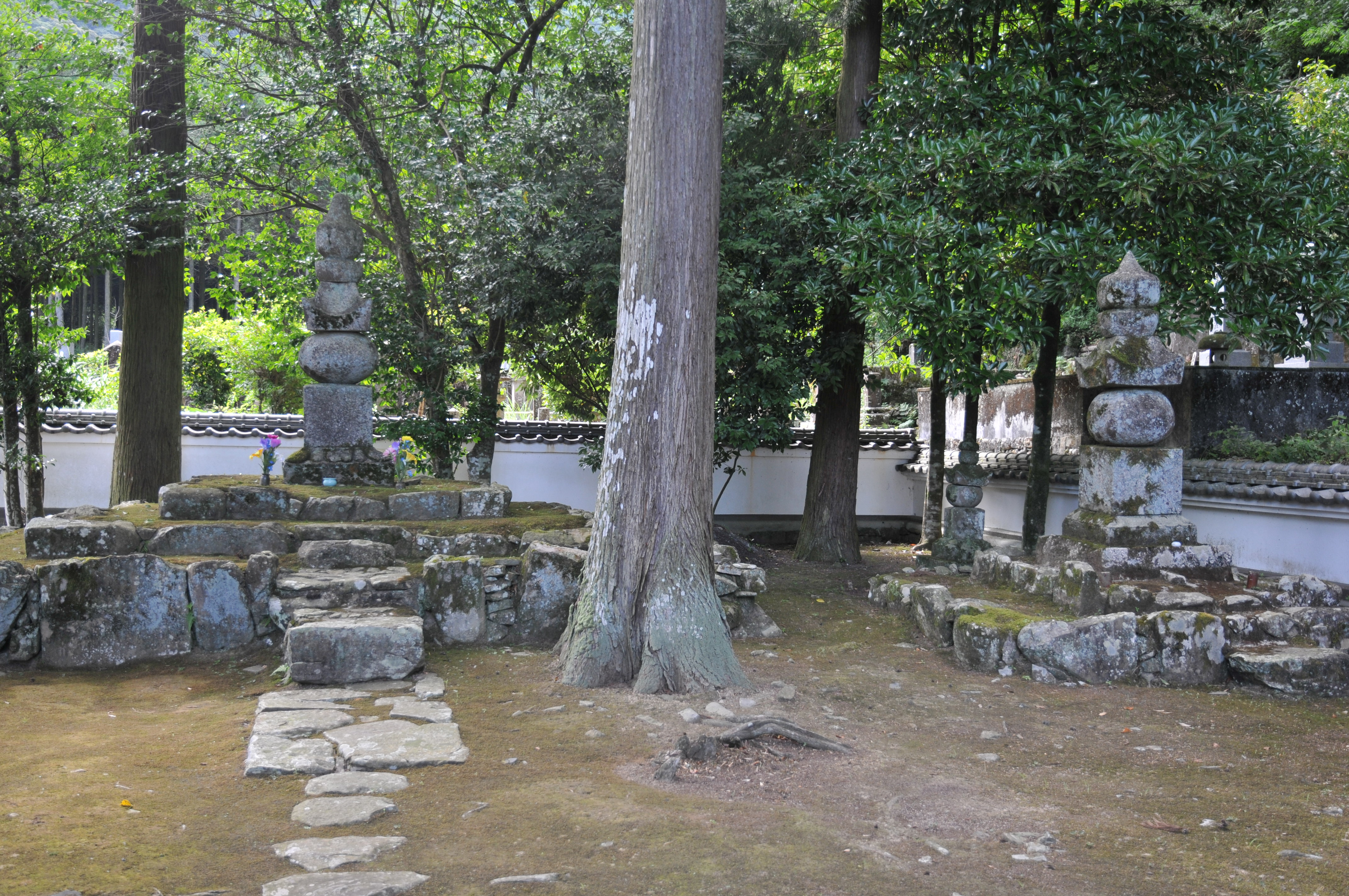
亀姫（初代伊達秀宗正室）
- 伊達宗時（秀宗二男）
- 伊達宗職（秀宗七男）
- 稲姫（2代伊達宗利正室）
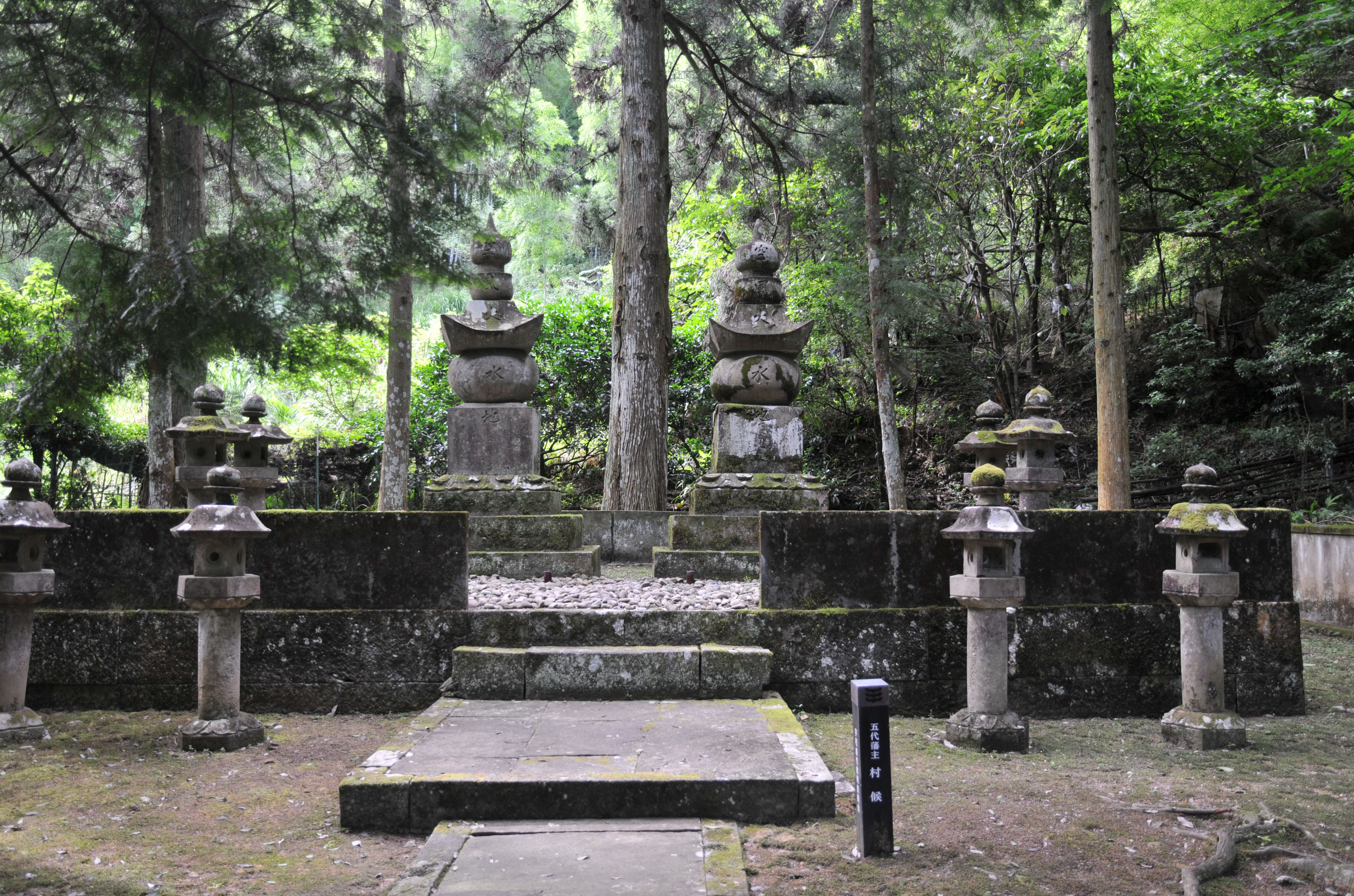
伊達村候（5代）
- 護姫（村候正室）
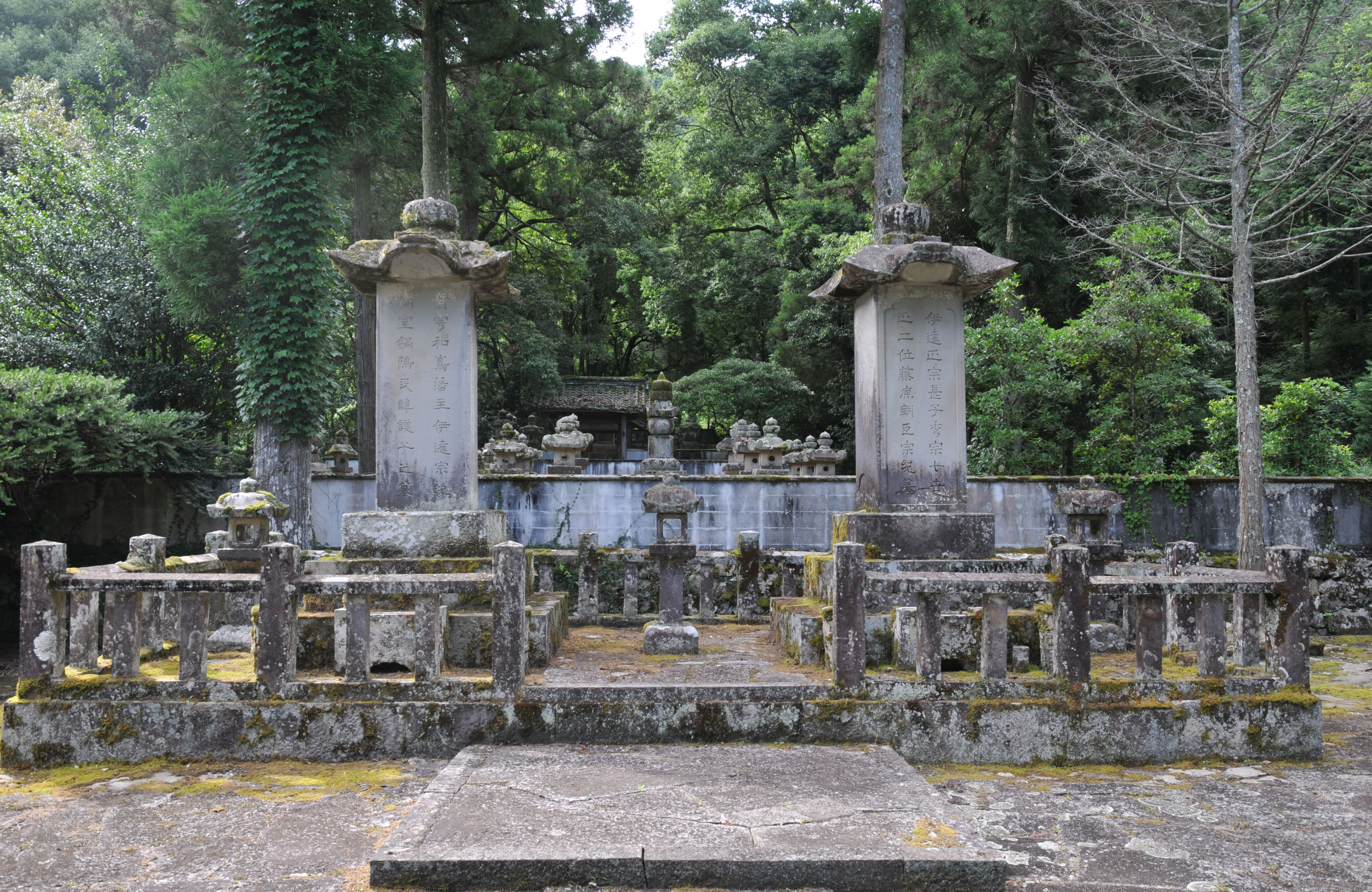
伊達宗紀（7代）
- 観姫（宗紀正室）
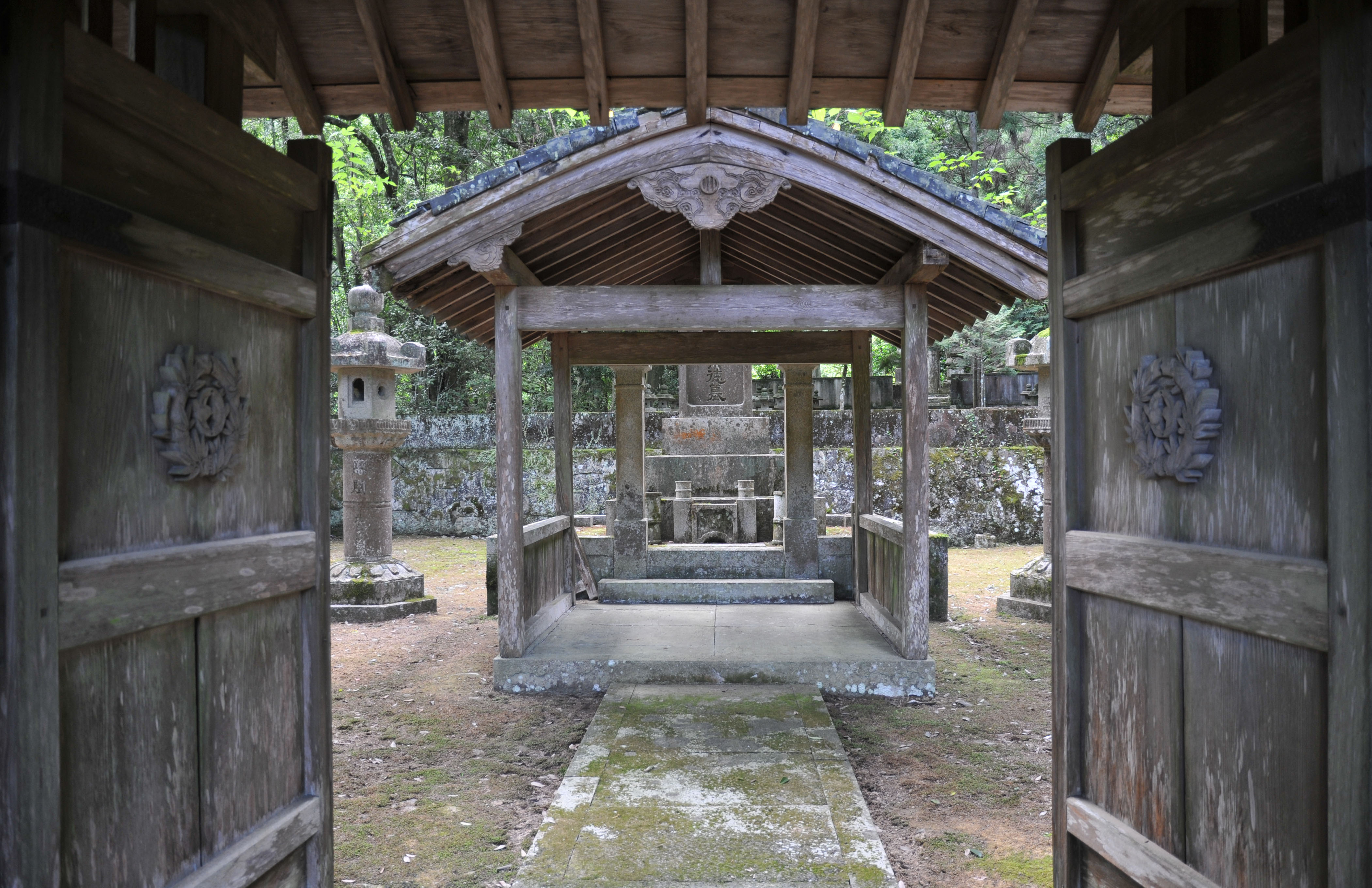
伊達宗徳（9代）
- 宗徳生母
- 伊達康虎（宗徳二男）
- 10代伊達宗陳生母
- 山家公頼（藩惣奉行）廟
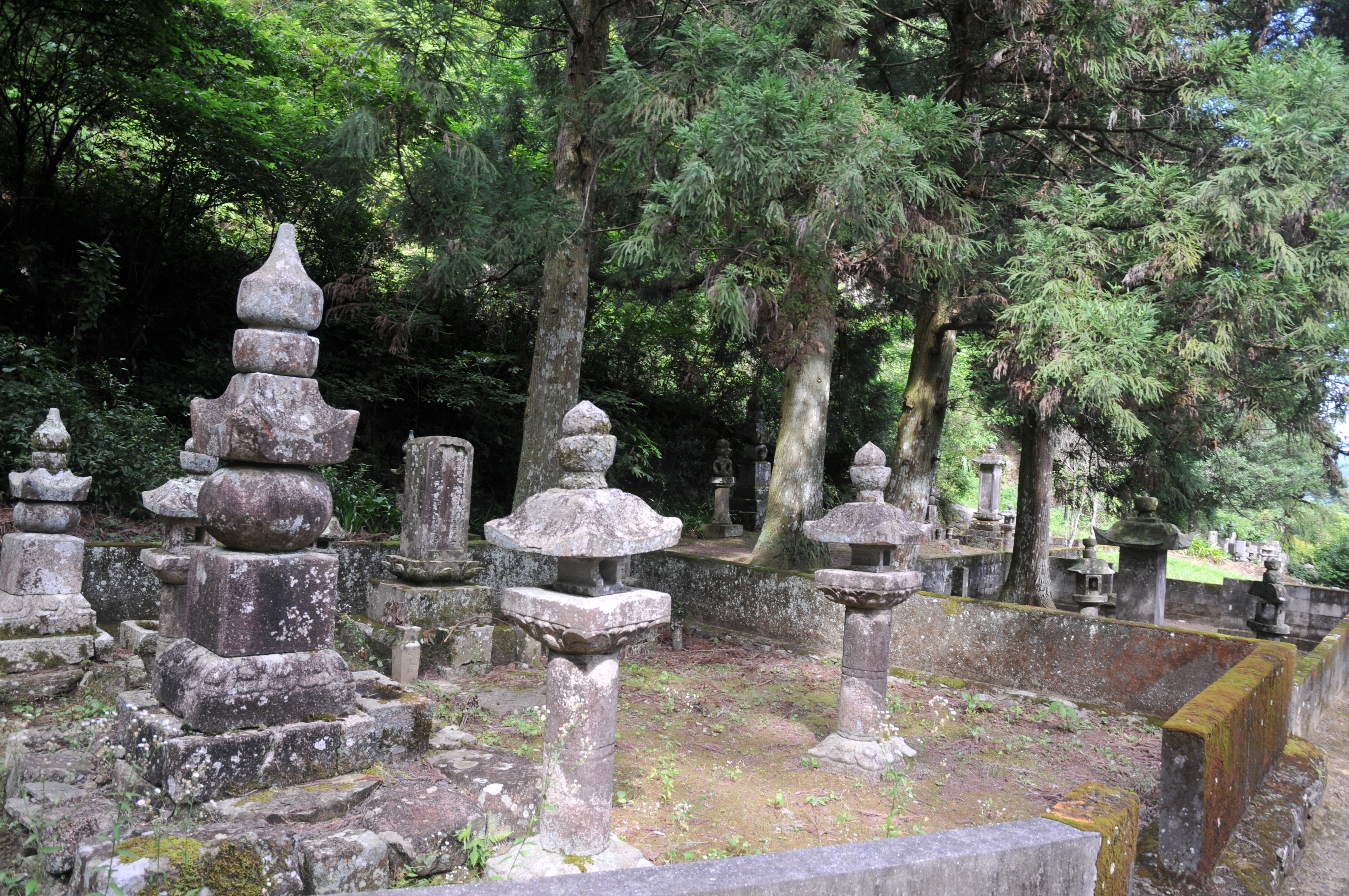
桜田玄蕃（家老）

ほか
- 亀姫の墓（左）
- 伊達村候夫妻の墓
- 伊達宗紀夫妻の墓
- 伊達宗徳の墓
- 桜田家墓所

## 文化財
国の重要文化財
- 絹本著色豊臣秀吉画像

豊臣秀吉の側近であった富田知信が秀吉没後に描かせ当寺に伝えられた。幕末に当寺から伊達家に献上され、現在は財団法人宇和島伊達文化保存会の所蔵品となっている。昭和10年（1935年）4月10日指定。
愛媛県指定有形文化財
- 富田知信画像一幅、富田信高画像一幅

初代宇和島藩主となった富田信高と父の知信の肖像画。富田家の旧臣で富田家改易後に伊達家に仕えた梶田一正が旧主を偲んで描かせ、当寺に奉納し弔った。知信は法体、信高は衣冠姿で描かれている。現在は宇和島市立伊達博物館に寄託されている。昭和29年（1954年）11月24日指定。
愛媛県指定文化財（記念物・史跡）
- 伊達秀宗夫人の墓

秀宗正室の亀姫の墓。等覚寺にある伊達秀宗の墓と同時に指定された。昭和40年（1965年）12月24日指定。
宇和島市指定有形文化財
- 晦巖日記

当寺15代住職の晦巖（まいがん）は江戸時代後期の天保3年（1832年）から没年の明治5年（1872年）まで日記を35冊書いた。そのうち現存する文久元年（1861年）までの26冊を所蔵している。晦巖は8代藩主伊達宗城の信任が厚く藩命により各地に出向いた。日常の見聞、人事応接の記録が記されており幕末の宇和島藩の動静を知る貴重な資料である。昭和38年（1963年）2月11日指定。
宇和島市指定記念物
（史跡）
- 宇和島藩主伊達家墓所

等覚寺にある墓所と共に昭和36年（1961年）11月3日に指定。
- 山家公頼の墓

江戸時代初期の和霊騒動により自邸を襲撃され落命した山家公頼の墓。公頼を慕う人々により当寺の西方約60mの場所に密かに葬られた。後に藩主も冤罪を認め廟が築かれた。墓は和霊様と呼ばれている。昭和38年（1963年）2月11日指定。
（名勝）
- 金剛山庭園

江戸時代後期の寛政年間（1789年 - 1800年）に築庭されたと推定される。幕末に一部改築がなされたと寺院の記録にある。池泉観賞式庭園である。昭和38年（1963年）2月11日指定。